# Francis Marion
Francis Marion (ur. 26 lutego 1732, zm. 27 lutego 1795) – podpułkownik Armii Kontynentalnej a później generał brygady w milicji prowincji Karolina Południowa w czasie wojny o niepodległość Stanów Zjednoczonych. Stał się znany pod przydomkiem „Swamp Fox” (Lis Błotny) ze względu na swoją umiejętność organizowania zasadzek i pułapek na wroga, w wyniku których uwalniano amerykańskich jeńców oraz utrudniano dostawy dla wojsk brytyjskich. W walce używał taktyki partyzanckiej, która sprawdzała się bardziej niż bitwy w otwartym polu, w których Amerykanie nie odnosili wielu sukcesów.
Uważany jest za ojca współczesnej partyzantki. Uznawany jest także za jednego z tych, którzy przyczynili się do powstania jednostek specjalnych w Armii Amerykańskiej (tzw. Army Rangers).

## Wczesne lata

### Pochodzenie
Był potomkiem hugenotów i posługiwał się biegle zarówno językiem francuskim jak i angielskim. Jego rodzicami byli Gabriel Marion i Esther Cordes Marion oboje w pierwszym pokoleniu Karolińczycy. Francis był ostatnim z szóstki rodzeństwa i był drobnym oraz słabowitym dzieckiem. Peter Horry, który był podkomendnym Mariona w czasie wojny o niepodległość żartował, że „ma wiedzę z dobrego źródła, iż ten wspaniały żołnierz w momencie urodzin był nie większy niż homar z Nowej Anglii i mógłby się spokojnie zmieścić w garnku kwarcianym” (ang. I have it from good authority, that this great soldier, at his birth, was not larger than a New England lobster, and might easily enough have been put into a quart pot).
Rodzina Marion osiadła w Winyah, niedaleko Georgetown w Karolinie Południowej. Francis przyszedł na świat w środku zimy 1732 roku na plantacji Gayfield w parafii St. James w hrabstwie Berkeley. Gdy miał 5 lub 6 lat, jego rodzina przeniosła się na plantację w St.George, do parafii w zatoce Winyah Bay. Kolejne przenosiny miały miejsce gdy Francis miał 15 lat, w 1749 Marionowie przenieśli się do parafii St.John, hrabstwa Berkeley w Karolinie Południowej.

### Żeglarz
Zauroczony statkami, które widywał w porcie w Georgetown, młody Francis oświadczył wkrótce rodzicom iż chce zostać żeglarzem i popłynąć w rejs na Karaiby. Rodzice zgodzili się z decyzją syna. Mieli nadzieję, że wyjście spod ich kurateli, zrobi z niego prawdziwego mężczyznę zarówno fizycznie jak i psychicznie.
Został szóstym członkiem załogi szkunera, który płynął do Indii Zachodnich. W rejsie powrotnym statek zderzył się z wielorybem. Uszkodzenie było na tyle poważne, że szkuner szybko zatonął i załoga nie zdążyła zabrać do łodzi ratunkowej wody i jedzenia. Po sześciu dniach pod tropikalnym słońcem, dwóch członków załogi zmarło. Następnego dnia szalupa dotarła do brzegu. Mimo przebytych trudów, Francis Marion wrócił do domu w lepszym zdrowiu niż gdy opuszczał rodziców. Ten nieszczęśliwy rejs przyczynił się do decyzji o zakończeniu kariery żeglarskiej. Marion osiadł na farmie w okolicach Eutaw Springs w dole rzeki Santee.

### Wojna z Francuzami i Indianami
Wkrótce po ukończeniu przez Francisa 25 roku życia, on i jego brat Gabriel zaciągnęli się do oddziału kapitana Johna Postella i brali udział w trwającej już od 5 lat, brytyjskiej wojnie z Francuzami i Indianami. W 1761 roku już w stopniu służył pod komendą kapitana Williama Moultrie i brał udział w kampanii przeciw Czirokezom. Marion nie wypowiadał się pochlebnie o prowadzonej przez Brytyjczyków kampanii.

## Wojna o niepodległość Stanów Zjednoczonych
W 1775 został członkiem Kongresu Prowincji Karolina Południowa a 21 lipca 1775 otrzymał patent oficerski i rangę kapitana w 2 Regimencie Karoliny Południowej. Trafił pod komendę Williama Moultrie, pod którym służył w czerwcu 1776 w obronie Fortu Sullivan i Fortu Moultrie w zatoce Charleston.
We wrześniu 1776 Kongres Kontynentalny awansował go do stopnia podpułkownika. Na jesieni 1779 brał udział w oblężeniu Savannah, a na początku 1780, pod dowództwem generała Benjamina Lincolna, został zaangażowany w szkolenie milicji lokalnych ze zbuntowanych prowincji.
Udało mu się uciec przed wzięciem do niewoli gdy Chrleston upadł 12 maja 1780 roku, pośrednio pomogło mu w tym wypadek, w którym złamał kostkę u nogi. Musiał wtedy opuścić miasto by ją leczyć, było nawet ryzyko okulenia ze względu na wolno zrastające się złamanie.
Po utracie Charleston, porażkach generała Isaaca Hugera w Monks Corner oraz podpułkownika Abrahama Buforda w bitwie w Waxhaw (zwaną też masakrą w Waxhaw), Marion utworzył niewielki oddział, który początkowo liczył od 20 do 70 ludzi. Była to jedyna siła przeciwstawiająca się Brytyjczykom w Karolinie Południowej.
Tuż przed bitwą o Camden dołączył do generała Horatio Gatesa, ale ten nie darzył go zaufaniem i odesłał go ze swojego sztabu z rozkazem objęcia dowództwa nad milicją z Willamsburga w rejonie Pee Dee. Dał mu rozkaz podjęcia akcji zwiadowczych oraz utrudniania odwrotu Brytyjczyków po bitwie o Camden. Marion nie brał udziału w bitwie, ale jego oddział przejął konwój 150 Amerykanów, jeńców z Maryland oraz około dwudziestu brytyjskich strażników, którzy transportowali więźniów do Charlestonu. Uwolnieni jeńcy uważając, że wojna z Koroną Brytyjską jest przegrana, odmówili przyłączenia się do oddziału Mariona i zdezerterowali.
Udana akcja dowiodła umiejętności Mariona i jego nieregularnych oddziałów partyzanckich. W przeciwieństwie do Kontynentalnych, żołnierze oddziału Mariona znani jako Marion's Men, służyli bez żołdu, sami musieli utrzymywać konie, dbać o broń, a często także prowiant. Część zaopatrzenia partyzanci zdobywali poprzez ataki na kolumny transportowe Lojalistów.
Marion rzadko zezwalał na otwartą walkę. W większości przypadków atakował z zaskoczenia po czym natychmiast się wycofywał z pola bitwy. Po tym jak poddał się Charleston, Brytyjczycy wspierani przez Lojalistów opanowali całą Południową Karolinę oprócz Willamsburga (dzisiejsze Pee Dee), którego nigdy nie udało im się opanować. Jedyna próba opanowania miasta zakończyła się klęską Brytyjczyków w potyczce nad Black Mingo Creek we wrześniu 1780 roku.

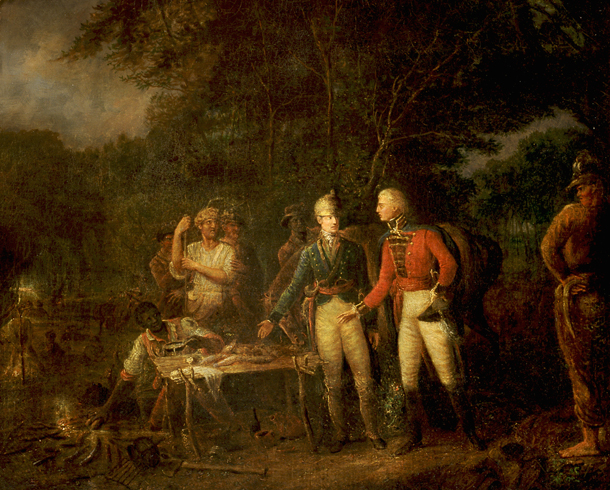
General Marion Inviting a British Officer to Share His Meal namalowany przez Johna Blake’a White’a; niewolnik Mariona, Oscar Marion, klęczy po lewej stronie grupy.

Brytyjczycy wielokrotnie próbowali zneutralizować partyzantów Mariona, jednak ten posiadał znakomity wywiad i wymykał się wszelkim pułapkom i zasadzkom w czym pomagali mu lokalni patrioci z regionu Williamsburga. Znajomość terenu dzięki, której mógł się wymykać korzystając z nieznanych nikomu ścieżek była jego ogromnym atutem w ucieczce przed wysłanym do złapania Mariona pułkownikiem Banastre Tarletonem. Marion, w przeciwieństwie do Tarletona, za rekwirowane lub niszczone zapasy (po to by nie dostały się w ręce brytyjskie) wystawiał kolonistom kwity rekwizycyjne, których większość została po wojnie wykupiona przez rząd stanowy.
Działalność partyzancka Mariona sprawiła, że przebywający na wówczas na wygnaniu w Karolinie Północnej, gubernator John Rutledge przyznał mu stanowisko generała brygady wojsk prowincji.
Gdy dowództwo na południu objął generał Nathanael Greene, Marion oraz podpułkownik Henry Lee otrzymali w styczniu 1781 rozkaz zaatakowania Georgetown. Atak ten nie zakończył się jednak sukcesem. Za to w kwietniu w wyniku udanej akcji zajęli Fort Watson a w maju Fort Motte co spowodowało przerwanie szlaków komunikacyjnych pomiędzy placówkami brytyjskimi w obu Karolinach. 31 sierpnia oddział Mariona uwolnił niewielki oddział amerykański schwytany przez 500 Brytyjczyków prowadzonych przez majora C. Frasera. Za ten brawurową akcję otrzymał podziękowania od Kongresu Kontynentalnego. 8 września Francis Marion dowodził prawym skrzydłem sił amerykańskich w czasie bitwy pod Eutaw Springs.

## W służbie stanu Karolina Południowa
W 1782, w czasie gdy jako senator stanowy przebywał w Jacksonborough, w jego oddziale narastało zniechęcenie i pojawiły się nawet pogłoski o spisku mającym na celu wydanie go w ręce brytyjskie. W lipcu tego samego roku, Marion stłumił to powstanie lojalistów na brzegu rzeki Pee Dee. W sierpniu ostatecznie opuścił swoją brygadę i powrócił na plantację.
Po wojnie, Marion ożenił się ze swoją kuzynką, Mary Esther Videau.
Wielokrotnie po wojnie był senatorem Senatu Stanu Karolina Południowa a w 1784 w otrzymał za zasługi stanowisko dowódcy Fortu Johnson, tytuł właściwie honorowy jednak oznaczający roczny przychód w wysokości 500$ rocznie. Początkowo miał otrzymywać 500 funtów Karoliny Południowej jednak waluta została zmieniona na tzw. Coninentale (ang. Continental dollars). Głównie ze względów ekonomicznych, funt południowokaroliński tracił na wartości.
Zmarł w swojej posiadłości w 1795 roku.